# Step Up 2 the Streets
„Step Up 2 the Streets“ е американски игрален филм, продължение на филма от 2006 г. „В ритъма на танца“. В него се разказва за живота на младите американци от големите градове, живеещи по „уличните“ закони. Във филма също така е заложена и тематиката на брейк танците. Премиерата на „Step Up 2 the Streets“ е на 14 февруари, 2008 г. Саундтрака към филма излиза на 5 февруари 2008 г., реализиран от Атлантик рекърдс.